# 매듭풀
매듭풀은 한국·중국·일본 등지에 분포하는 한해살이풀로 높이 10-30cm 정도이다. 줄기는 곧게 서며 가늘고 길다. 가지는 많이 갈라지며 잔 털이 나고, 잎은 어긋나며 잎자루가 짧고 3개의 작은 잎으로 구성되며 작은 잎은 긴 거꿀달걀 모양이다. 꽃은 연한 홍색으로 8-9월에 잎겨드랑이에서 1-2개씩 피고, 꽃자루는 짧으며 꽃턱잎은 5-7개의 맥(脈)이 있다. 수술은 10개이고 암술대는 실모양이며 꽃받침은 짧은 털이 있으며 5개로 갈라진다. 열매는 협과로 둥글며 1개의 씨가 들어 있다. 햇빛이 잘 드는 길가나 풀밭에서 자란다.